# شعب النجد (حبيش)
شعب النجد
شعب النجد محلة تابعة لقرية مروحة، التابعة لعزلة نقيل العقاب بمديرية حبيش إحدى مديريات محافظة إب في الجمهورية اليمنية، بلغ تعداد سكانها 82 حسب تعداد اليمن لعام 2004.